# Nationalpark Mercantour
Der Nationalpark Mercantour (französisch Parc national du Mercantour) liegt in den französischen Seealpen und erstreckt sich über die Départements Alpes-Maritimes und Alpes-de-Haute-Provence in der Region Provence-Alpes-Côte d’Azur. Er umfasst große Teile der Vallée de l’Ubaye, Vallée de la Tinée, Vallée du Var, Vallée de la Vésubie und Vallée de la Roya. Der Nationalpark ist nach dem gleichnamigen Gebirgsmassiv benannt.
Die höchste Erhebung ist die Cime du Gélas (3143 m), weitere sechs Gipfel übersteigen 3000 Meter, darunter mit dem Mont Clapier (3045 m) der südlichste Dreitausender der Alpen.

## Entstehungsgeschichte
Der Nationalpark wurde 1979 als „Zwei-Zonen-Park“ gegründet: um eine besonders geschützte und unbewohnte Kernzone von 68.500 Hektar zieht sich die äußere Zone von 146.500 Hektar.
Die Ursprünge des Nationalparks gehen auf das italienische königliche Jagdrevier Valdieri-Entraque zurück, zu dem der nördlichste Teil des Parks bis 1947 noch gehörte. Danach wurde das Schutzgebiet sukzessive durch Frankreich ausgeweitet und 1979 zum Nationalpark erklärt. Es existiert eine enge Zusammenarbeit mit dem italienischen Parco Naturale delle Alpi Marittime, die seit 1987 auch vertraglich fixiert ist. Gemeinsam arbeiten beide Parkverwaltungen daran, einen „europäischen Nationalpark“ zu schaffen.

## Prähistorische Fundstätten

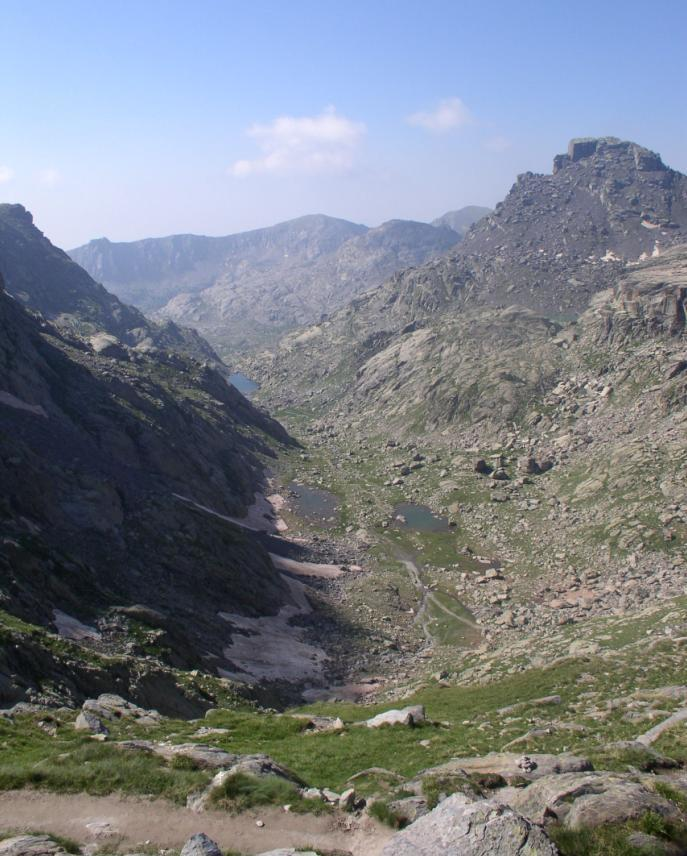
Vallée des Merveilles im Mercantour

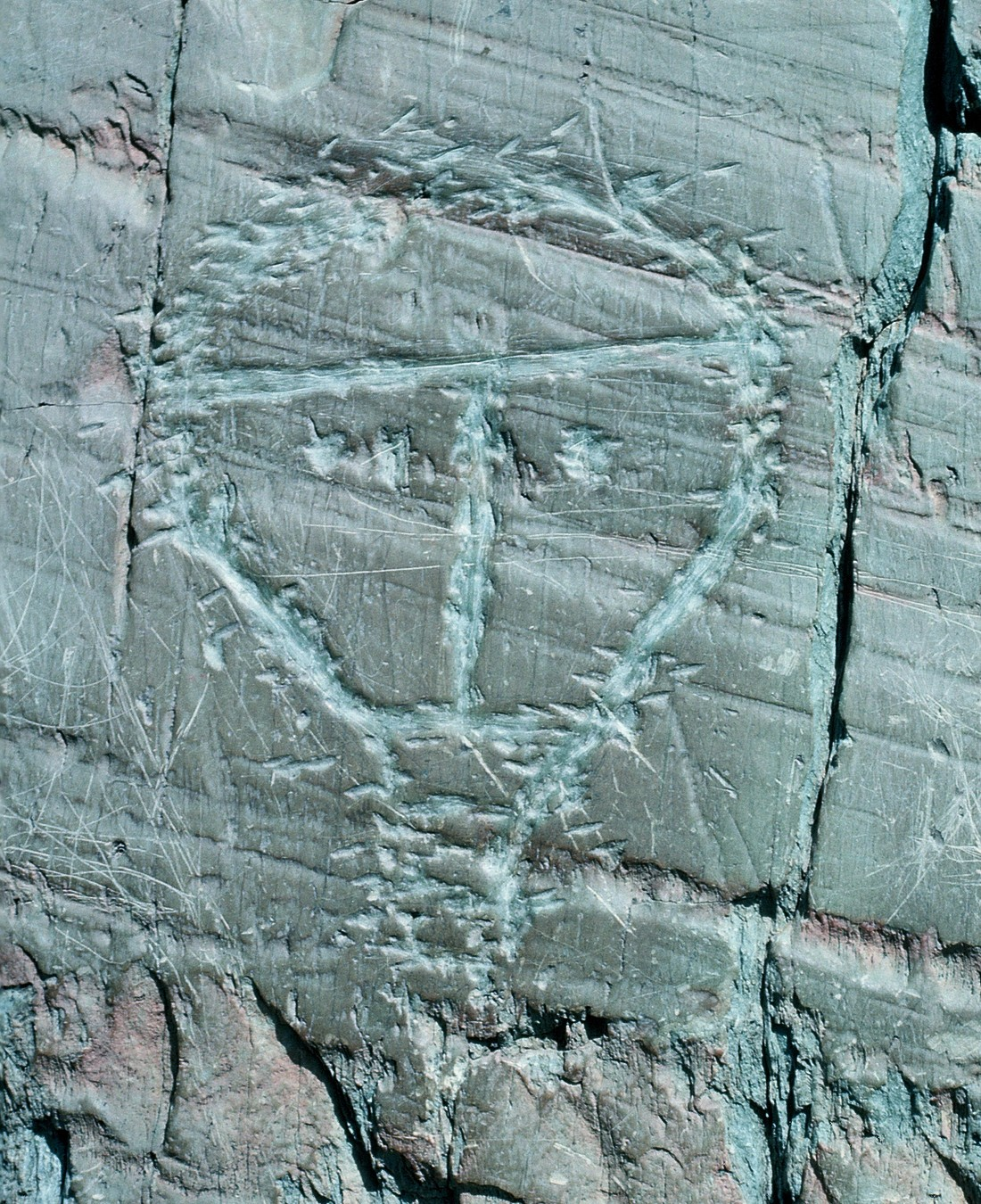
Gravur „Le Christ“ am Mont Bégo

Im Osten des Nationalparks liegt der Mont Bégo (2872 m), der von den einheimischen Hirten als heiliger Berg verehrt wurde. Hier finden sich die beiden Täler Vallée des Merveilles („Tal der Wunder“) und Vallée de Fontanalbe („Tal der weißen Quelle“), die wegen ihrer mehr als 35.000 Felsritzungen aus der Bronzezeit besonders berühmt sind. Die Gravuren finden sich in einer Höhe zwischen 2100 und 2600 Metern und wurden wahrscheinlich von Hirten der Umgebung um 1800 bis 1500 v. Chr. eingeritzt. Unter den Motiven finden sich Tiere, Menschen, geometrische Figuren sowie Werkzeuge und Waffen. 1989 wurden die Felszeichnungen zu Naturdenkmälern erklärt.

## Flora und Fauna
Der Nationalpark hat eine artenreiche Flora (über 2000 Pflanzenarten, davon 40 endemisch). Die bekannteste unter den endemischen Pflanzen ist die Saxifraga florulenta, eine seltene Steinbrechart, die nach circa 30 Jahren nur ein einziges Mal blüht und danach abstirbt.
Im Nationalpark leben Gämsen, Alpensteinböcke, Steinadler, Bartgeier, Murmeltiere, Europäische Mufflons, Auerhähne und einige italienische Wölfe. Die Wiederansiedlung der Steinböcke begann bereits im Jahr 1921, als circa 20 Tiere aus dem Gebiet des heutigen Nationalparks Gran Paradiso in das Mercantourmassiv gebracht wurden.
Wölfe
Die Einwanderung von Wölfen aus Italien setzte 1992 ein. Um 2015 wird deren Zahl auf etwa 50 geschätzt. Bei ungefähr knapp 100.000 Schafen wurden im Jahr 2012 etwa 6.000 von Wölfen gerissen.

## Natur- und Umweltschutz
Im Jahr 1993 wurde dem Nationalpark Mercantour vom Europarat das Europäische Diplom für geschützte Gebiete verliehen.

## Tourismus
Weitere markante Orte sind der Mont Mounier (2817 m) und der Lac d’Allos, der als größter natürlicher Bergsee dieser Höhenlage bezeichnet wird (2220 m).
Fern- und Weitwanderwege
Im Nationalpark gibt es über 600 Kilometer markierte Wanderwege. Die Fernwanderwege GR 5, Via Alpina, GR 52 und GR 52A verlaufen durch den Mercantour.

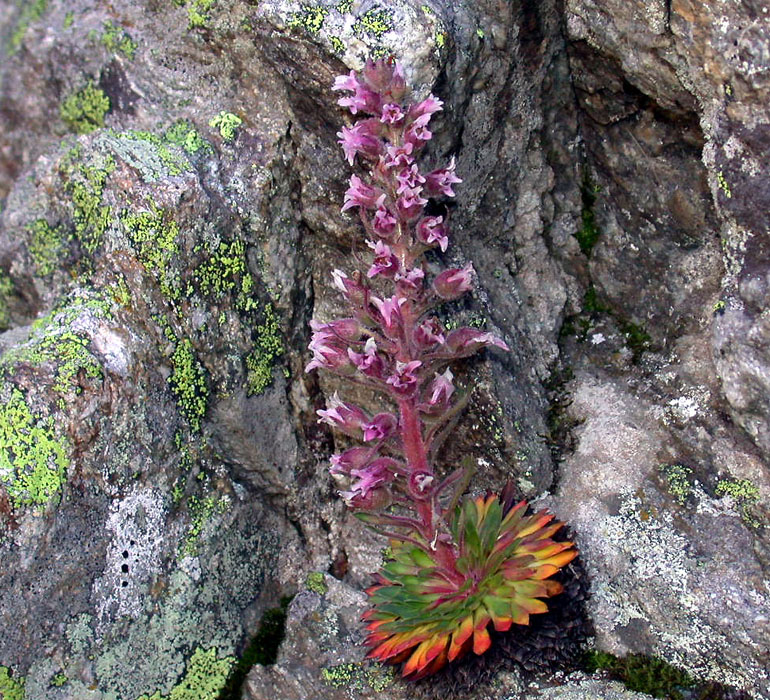
Saxifraga florulenta
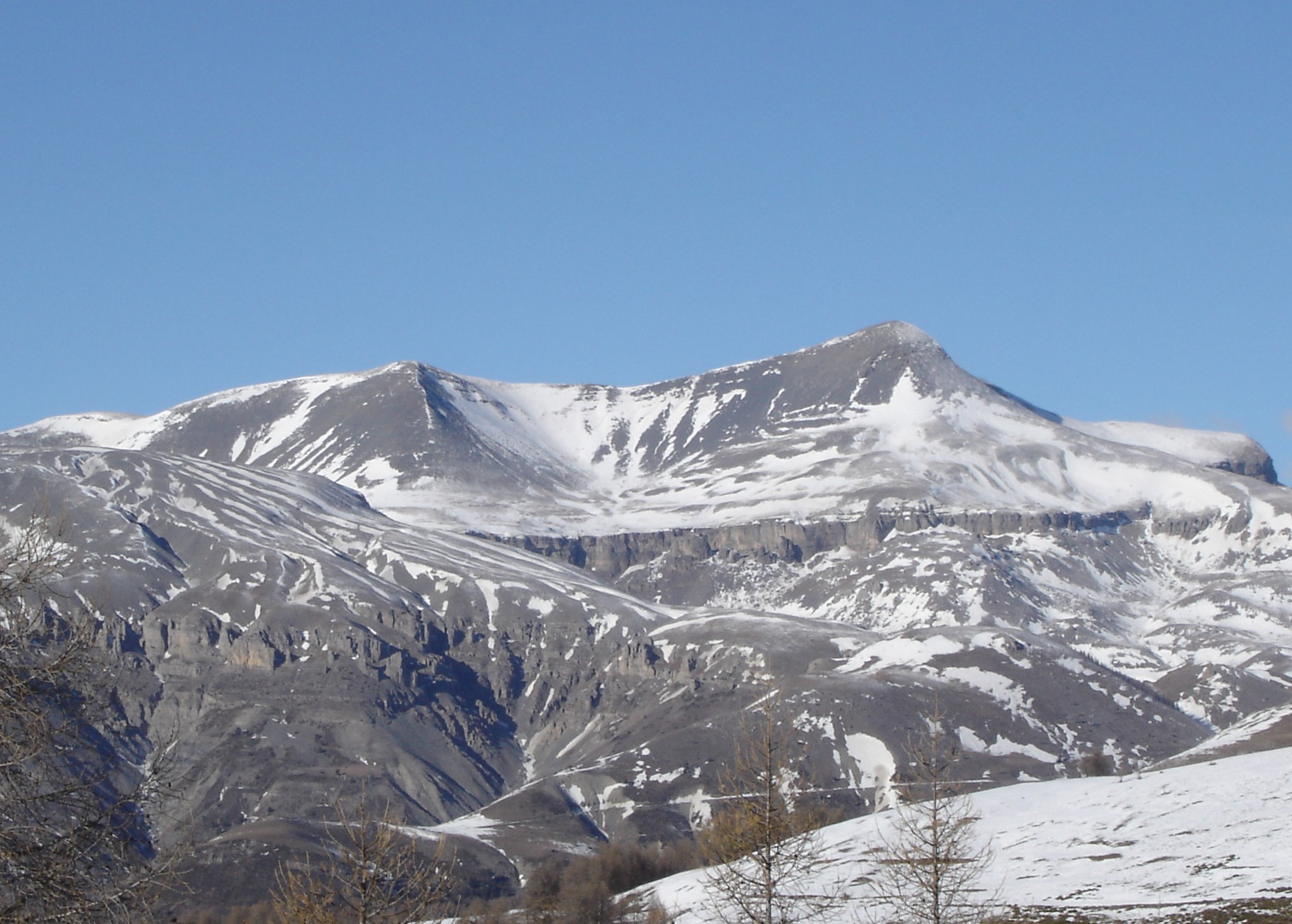
Mont Mounier
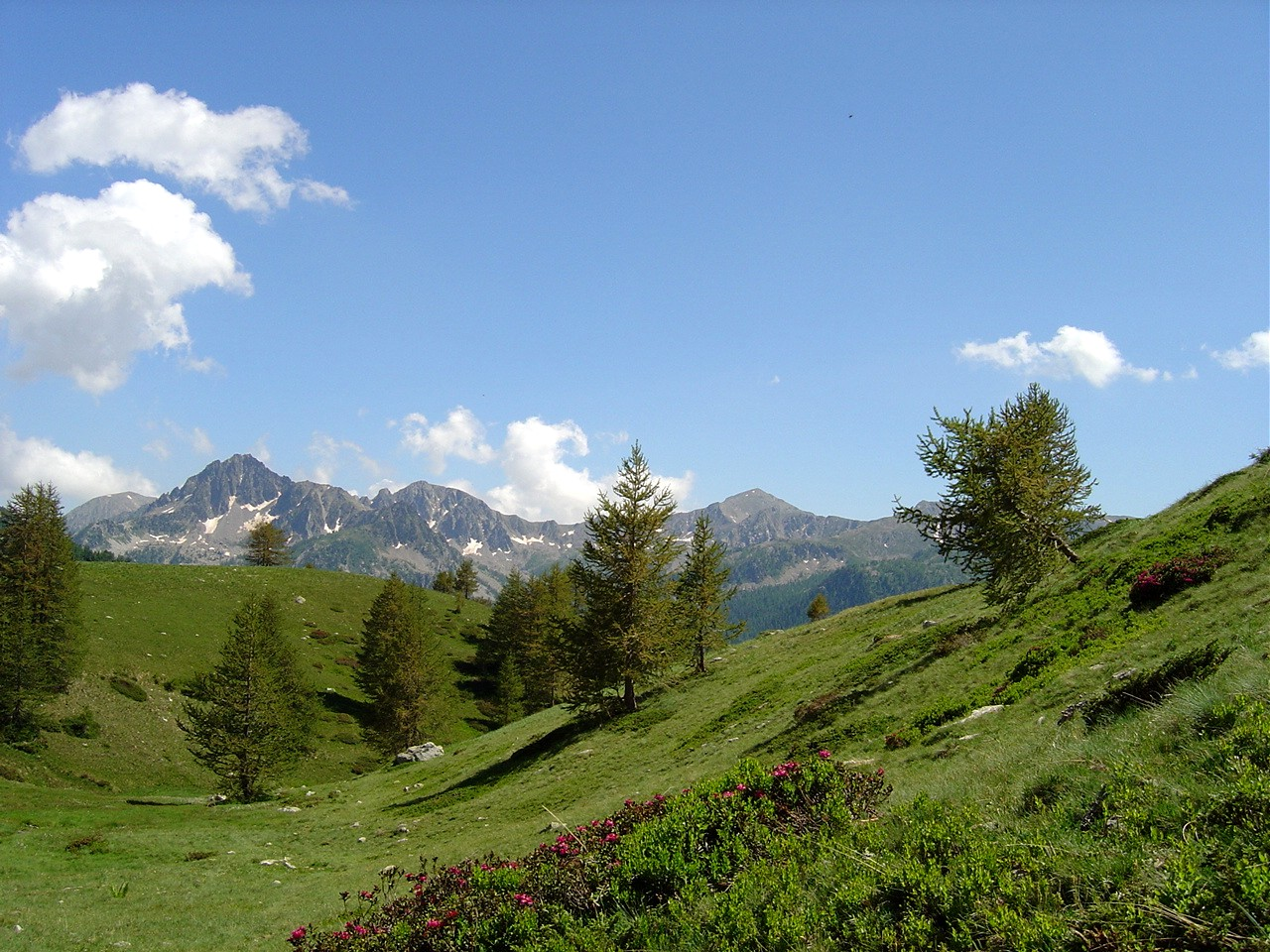
Vallon de Mollières
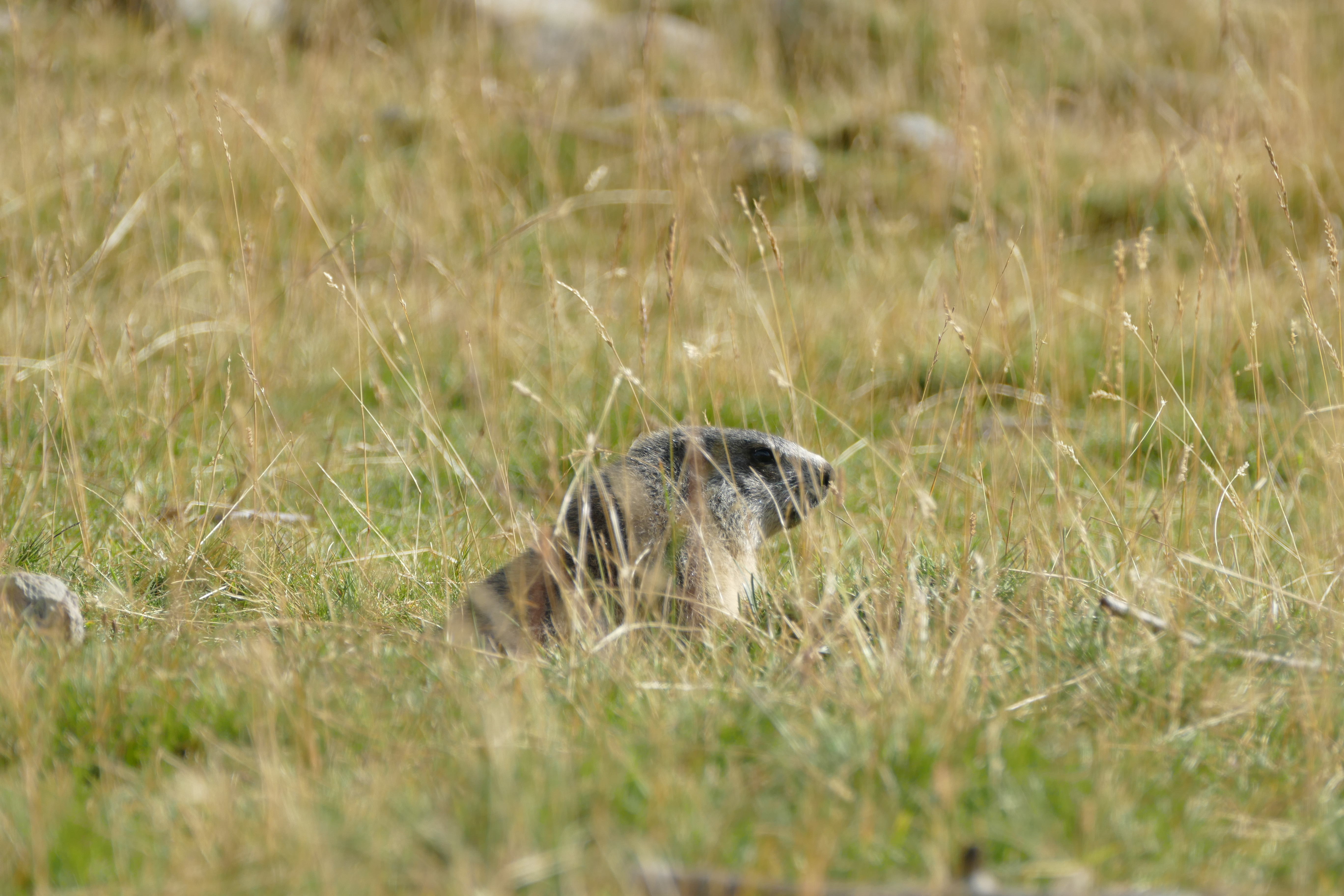
Murmeltier
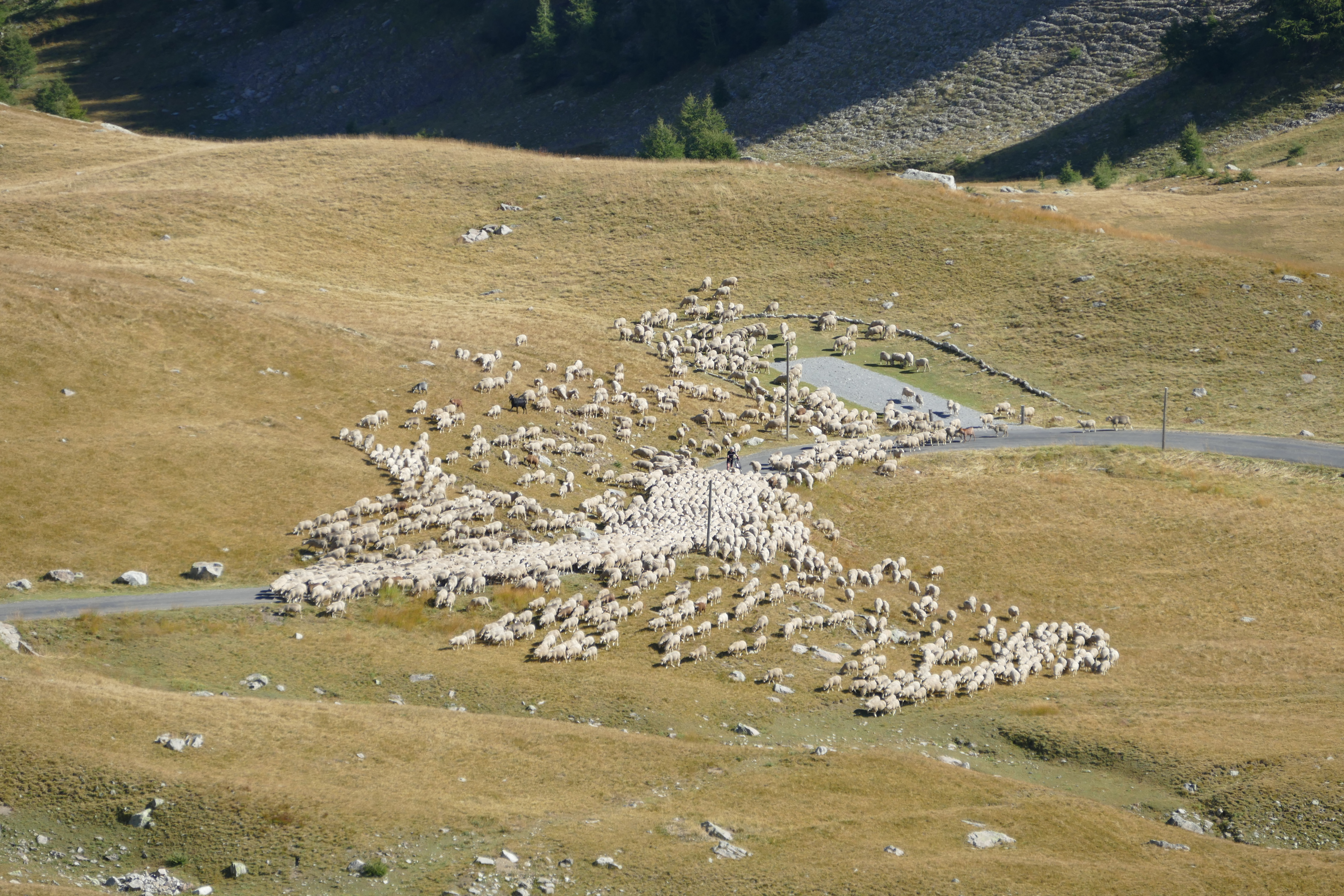
Schafherde